# Piliocolobus badius
Il colobo ferruginoso o colobo rosso occidentale (Piliocolobus badius) è una specie di scimmia del Vecchio Mondo.
Veniva in passato classificato nel genere Procolobus, al quale è attualmente ascritta un'unica specie: opere ancor più vecchie possono addirittura classificare questa specie nel genere Colobus.

## Distribuzione
Con tre sottospecie (Piliocolobus badius badius, Piliocolobus badius temminckii e Piliocolobus badius waldronae, quest'ultima forse estinta), la specie è diffusa nell'area compresa fra Senegal e Ghana: le varie sottospecie sono separate da ampi tratti di vegetazione arbustiva che circondano le aree di foresta pluviale, le savane ed i mangrovieti dove vivono.

## Descrizione

### Dimensioni

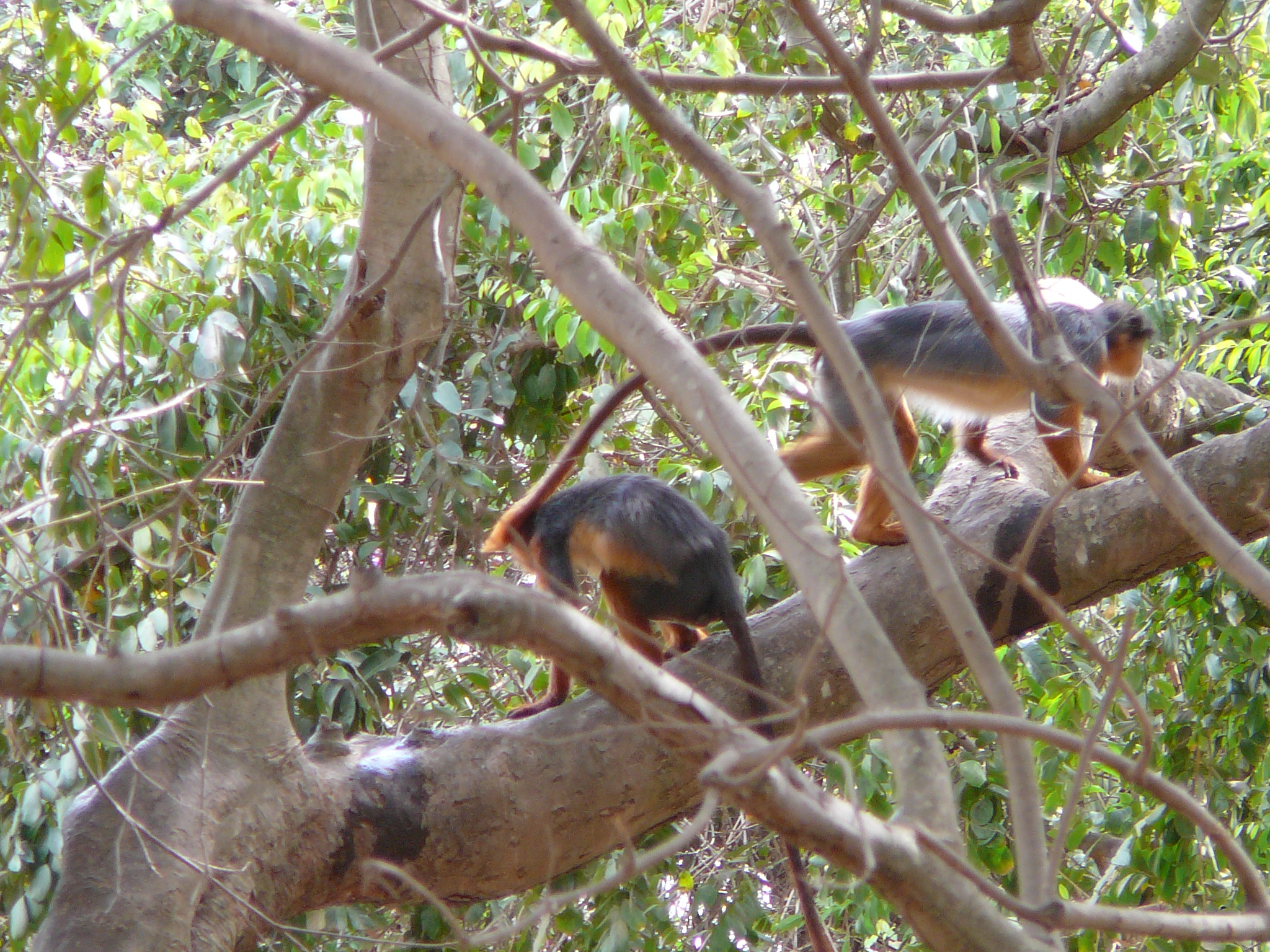
Due colobi ferruginosi in Gambia: la tonalità del mantello varia anche sensibilmente da esemplare a esemplare.

Misura fino a 130 cm di lunghezza, di cui fino a due terzi spettano alla lunga coda, per un peso di 5–10 kg. I maschi sono più grossi e pesanti delle femmine.

### Aspetto
Si tratta di scimmie dalla corporatura slanciata. Il dorso è grigio-nerastro sul dorso e sulla calotta cranica, mentre braccia, gambe e testa sono di color ruggine, da cui il nome comune: Il basso ventre, in particolare la regione genitale, è di color bianco candido.

## Biologia

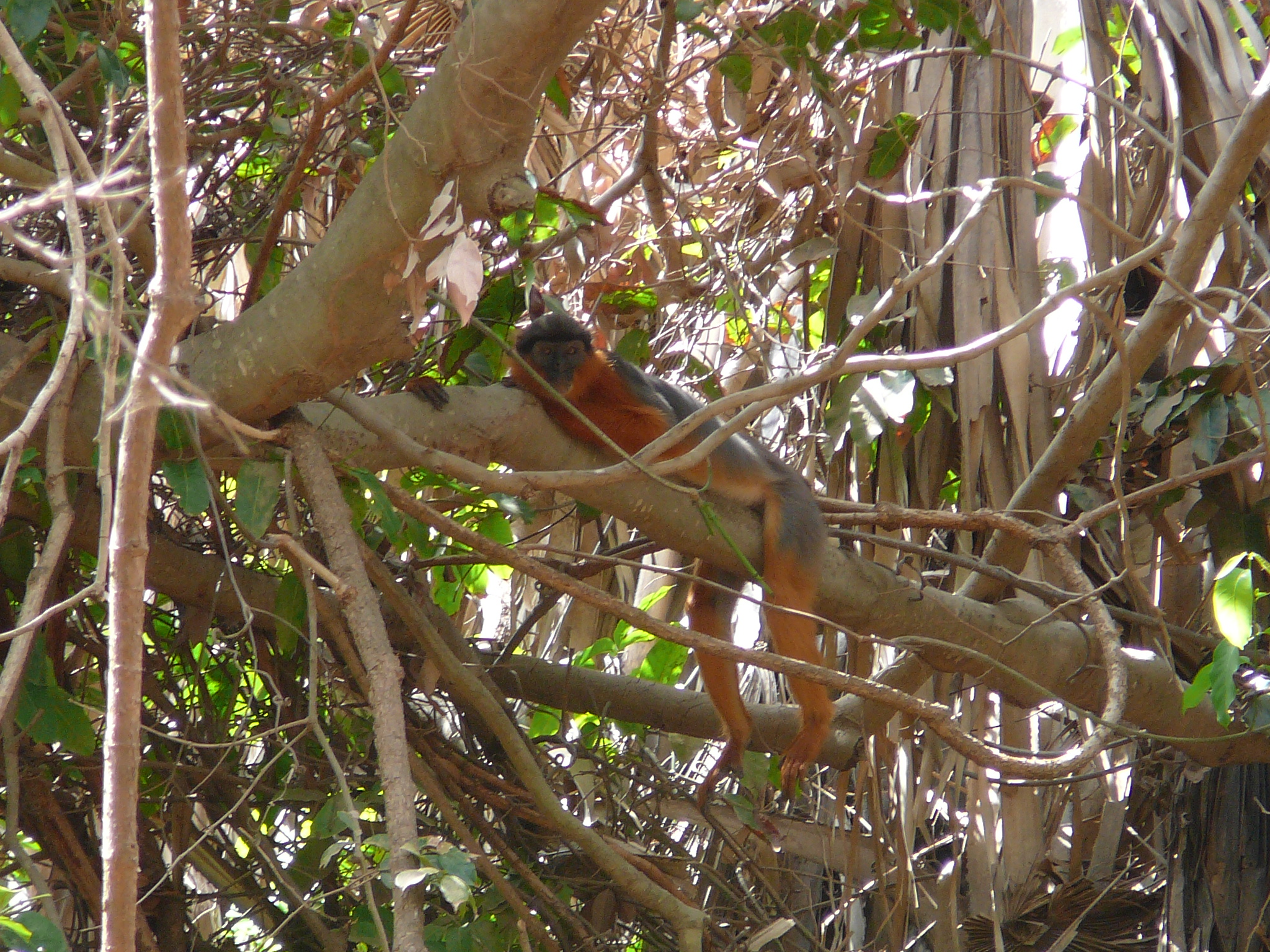
Un colobo ferruginoso si riposa all'ombra: questi animali sono soliti restare inattivi durante le ore più calde.

Si tratta di animali diurni ed arboricoli, anche se non così legate all'ambiente arboreo come gli altri colobi.
Vivono in grossi gruppi (fino ad 80 individui, mediamente attorno alla cinquantina), formati da più maschi (mai in numero superiore a cinque) e femmine in numero almeno triplo rispetto a quello di questi ultimi. Nell'ambito del gruppo vige una precisa gerarchia, sia fra i maschi che fra le femmine, che si traduce nella priorità o meno nella scelta dei giacigli per la notte, nell'accesso più o meno immediato alle fonti di cibo od all'accoppiamento e nel dover fare o ricevere il grooming.
Pur non essendo soliti delimitare un proprio territorio ben definito, questi animali difendono il proprio luogo di soggiorno, le cui dimensioni variano a seconda del numero di componenti del gruppo (generalmente va contato un ettaro e mezzo di estensione per ciascun animale), con vocalizzazioni minacciose e gesti ed espressioni facciali minacciose. I maschi hanno il compito di vigilare sul gruppo, avvertendo in caso di pericolo con particolari suoni simili all'abbaiare di un cane di media taglia.
Viene spesso cacciato dallo scimpanzé comune: nel 1994, queste scimmie infettarono con il virus Taï Forest ebolavirus molti scimpanzé che si erano nutriti delle loro carni.

### Alimentazione
Questi animali si nutrono principalmente di germogli, frutti e fiori. Sono pertanto specialisti rispetto  al colobo guereza. Questa tipologia di cibo si trova in aree circoscritte. 

### Riproduzione
Ciascun maschio si accoppia con un numero di femmine proporzionale al suo posto nella scala gerarchica del gruppo. Dopo una gestazione di circa cinque mesi, la femmina dà alla luce un unico cucciolo, che viene solitamente al mondo all'inizio della stagione secca (ottobre-dicembre). Il piccolo, oltre che dalla madre, può venire accudito da altre femmine del gruppo mentre quest'ultima si nutre. Al raggiungimento della maturità sessuale, i cuccioli tendono a lasciare il gruppo: le femmine cercano di entrare in nuovi gruppi, mentre i maschi, spesso allontanati con la forza, passano solitamente dei periodi solitari od in compagnia di altri maschi scapoli, in attesa di diventare abbastanza grandi e forti da poter rivaleggiare con un maschio per il possesso di un gruppo.